# Aeroportul Rostov-on-Don
Aeroportul Rostov-on-Don (IATA: RVI, ICAO: URRR) este un aeroport din Rostov-pe-Don, Regiunea Rostov, Rusia ce deservește zona Rostov-pe-Don. Aeroportul a fost tranzitat în 2018 de 0 pasageri. A fost deschis în 25 iunie 1925 și numit după zona deservită.
Situat la o altitudine de 79 m, aeroportul dispune de 1 pistă.

## Infrastructură

### Piste
Aeroportul dispune de o singură pistă. Pista 04/22 are suprafața de asfalt și dimensiunile 2.500 m × 45 m. 